# Adel Bencherif
Adel Bencherif, né le 30 mai 1975 à Saint-Maurice dans le Val-de-Marne, est un acteur français.

## Biographie
Né de parents algériens, Adel Bencherif a passé son enfance et son adolescence à Grenoble dans le quartier de la Villeneuve. Balloté d’internats en foyers, il décide à vingt ans, de partir tenter sa chance à Paris où il suit une formation d’acteur à l'atelier de Damien Acoca.
Sa carrière débute par une apparition dans le court métrage Tarubi, l'Arabe Strait 2 du collectif Kourtrajmé. Il enchaîne les petits rôles à la télévision et au cinéma avant de croiser le chemin de Jacques Audiard qui l’emploie dans Un prophète. Il y est Ryad, le jeune prisonnier atteint d’un cancer qui se lie d’amitié avec Malik, le héros du film interprété par Tahar Rahim, en lui apprenant à lire. Une interprétation qui lui vaut une nomination aux César 2010, catégorie meilleur espoir masculin.
Dès lors, il enchaîne les rôles. Pour le grand écran, il est au générique notamment de Des hommes et des dieux de Xavier Beauvois, À bout portant de Fred Cavayé, Rock the Casbah de Laïla Marrakchi, Bodybuilder de Roschdy Zem ou Les Gorilles de Tristan Aurouet.
En 2013, il est l'acteur principal du court métrage La Fugue de Jean-Bernard Marlin où son personnage d’éducateur autoritaire et bienveillant lui permet de gagner plusieurs prix d’interprétation. Cette fiction reçoit aussi l'Ours d'or du court métrage lors de la Berlinale 2013 et une nomination à la 39e cérémonie des César.
En 2015, il apparaît dans le James Bond 007 Spectre de Sam Mendes et tourne peu après dans La Chute de Londres (London Has Fallen) de Babak Najafi.
En 2022, l'acteur prend part au film Heartbeast réalisé par la cinéaste finlandaise Aino Suni.

## Filmographie

### Cinéma

#### Longs métrages
- 2004 : Grande École de Robert Salis : un ouvrier
- 2005 : Ze film de Guy Jacques : Aziz
- 2006 : Paris, je t'aime, segment Place des Fêtes d'Oliver Schmitz : le voleur de guitare
- 2006 : Cages d'Olivier Masset-Depasse : Rabbah
- 2007 : Frontière(s) de Xavier Gens : Sami
- 2007 : Andalucia d'Alain Gomis : Farid
- 2008 : Go Fast d'Olivier Van Hoofstadt : Seb
- 2009 : Un prophète de Jacques Audiard : Ryad
- 2010 : Des hommes et des dieux de Xavier Beauvois : le terroriste
- 2010 : À bout portant de Fred Cavayé : Luc Sartet
- 2011 : Nuit blanche de Frédéric Jardin : Abel
- 2013 : Les Petits Princes de Vianney Lebasque : Sofiane
- 2013 : Rock the Casbah de Laïla Marrakchi : Zakaria
- 2013 : 419 d'Eric Bartonio (d'après le roman éponyme de Loulou Dédola)  : Mino
- 2014 : Bodybuilder de Roschdy Zem : Luigi
- 2014 : La Rançon de la gloire de Xavier Beauvois : le collègue d'Osman
- 2014 : Samba d'Eric Toledano et Olivier Nakache : le vendeur de cartes de séjour
- 2015 : Les Gorilles de Tristan Aurouet : Frelon
- 2015 : 007 Spectre de Sam Mendes : Abrika
- 2016 : La Chute de Londres (London Has Fallen) de Babak Najafi : Razza
- 2016 : Iris de Jalil Lespert : le policier Malek Ziani
- 2018 : Frères ennemis de David Oelhoffen : Imrane
- 2022 : Heartbeast d'Aino Suni : Karim
- 2024 : Numéro 10 de David Diane : Sati
- 2024 : Bisons, de Pierre Monnard : Fredo

#### Courts métrages
- 2001 : Tarubi, l'Arabe Strait 2 du collectif Kourtrajmé
- 2004 : Safia et Sarah de Caroline Fourest : un jeune de la cité
- 2008 : Passage à vide de Myriam Donasis
- 2013 : La Fugue de Jean-Bernard Marlin : Lakdar
- 2013 : Les Limites de Laura Presgurvic : Abel
- 2013 : L'Homme de ma vie de Mélanie Delloye
- 2014 : La nuit est faite pour dormir d’Adrien Costello : Nordine
- 2016 : Je vous salue de Sarah Valente : le policier

### Télévision

#### Téléfilms
- 2005 : Nuit noire 17 octobre 1961 d'Alain Tasma : le collecteur
- 2006 : Djihad! de Félix Olivier : Karim
- 2007 : Les Liens du sang de Régis Musset : Abdel
- 2011 : À la maison pour Noël de Christian Merret-Palmair : Hedi
- 2024 : Elles deux de Renaud Bertrand : commissaire Samir Schraïbi

#### Séries télévisées
- 2004 : La Crim', épisode Skin de Vincent Monnet : Yacine
- 2005 : C com-ç@, 2 épisodes : Karim
- 2005 : Premier tour
- 2005 : La course de Fabrice Gobert
- 2009 : Enquêtes réservées, épisode Dernière demeure de Benoît d'Aubert : Du Breuil
- 2015 : Anna e Yusef de Cinzia TH Torrini : Yusef
- 2018 : Ad Vitam de Thomas Cailley : Elias Azuelo
- 2018 : The Little Drummer Girl de Park Chan-wook : Tayeh
- 2019 - 2021 : La Guerre des Mondes de Gilles Coulier : Colonel Mokrani
- 2020-2021 : Validé de Franck Gastambide : Mounir
- 2022-2023 : Croisement Gaza - Bd Saint-Germain
- 2024 : Ramsès le Grand (docu-fiction) : Ramsès II adulte et voix off)
- 2025 : Plaine orientale de Pierre Leccia : Nordine Madani

### Clips
- 2021 : Enemy, de Rohff [7]
- 2022 : A bana, de 2N (Saïdou Camara)[8]

## Distinctions

### Récompenses
- 2013 : Prix du Jury Jeune espoir au Festival Jean Carmet de Moulins, pour La Fugue de Jean-Bernard Marlin
- 2013 : Prix d'interprétation masculine au Festival international du court métrage de Bruxelles, pour La Fugue de Jean-Bernard Marlin
- 2014 : Prix ADAMI du meilleur acteur au Festival international du court métrage de Clermont-Ferrand, pour La Fugue de Jean-Bernard Marlin

### Nominations
- 2010 : nomination pour le César du meilleur espoir masculin, pour Un prophète de Jacques Audiard